# Gemeinde Oplotnica

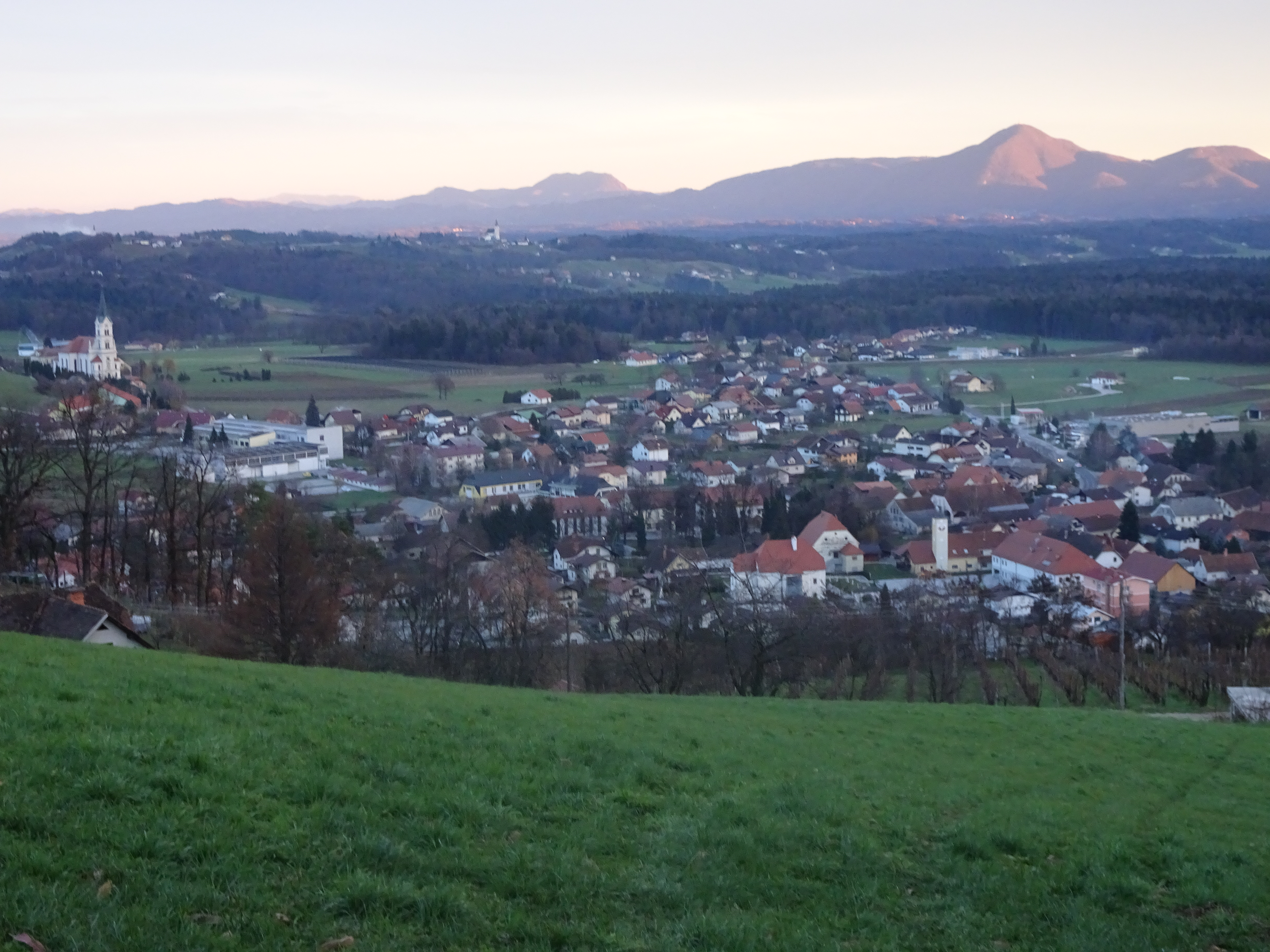
Oplotnica Panorama

Oplotnica (deutsch: Oplotnitz) ist der Name einer Gemeinde und des Hauptortes Oplotnica in Slowenien. Sie liegt in der historischen Landschaft Spodnja Štajerska (Untersteiermark), Region Podravska.

## Lage
Die Gemeinde Oplotnica liegt am südöstlichen Abhang des Pohorje (Bacherngebirge) auf etwa 370 m. ü. A. am gleichnamigen Bach Oplotnica/Oplotniščica. Die nächsten größeren Orte sind die Kleinstadt Slovenska Bistrica etwa 10 km östlich, Maribor etwa 25 km nordöstlich und Celje etwa 22 km südwestlich.

## Gemeindegliederung
Die Gemeinde umfasst 21 Ortschaften. Die deutschen Exonyme in den Klammern wurden bis zum Abtreten des Gebietes an das Königreich der Serben, Kroaten und Slowenen im Jahr 1918 vorwiegend von der deutschsprachigen Bevölkerung verwendet. (Einwohnerzahlen Stand 1. Januar 2017):
- Božje (Woschie), 132
- Brezje pri Oplotnici (Wresie), 127
- Čadram (Tschadram), 274
- Dobriška vas (Dobrotendorf), 71
- Dobrova pri Prihovi, (Hard) 54
- Gorica pri Oplotnici (Goritzenberg), 244
- Koritno (Koritnim), 196
- Kovaški Vrh (Schmidsberg), 48
- Lačna Gora (Latschenberg), 166
- Malahorna (Malahorn), 294
- Markečica (Markusdorf), 109
- Okoška Gora (Augenbachberg), 207
- Oplotnica (Oplotnitz), 1.407
- Pobrež (Pobresen), 150
- Prihova (Prichowa), 81
- Raskovec (Raskotetz), 72
- Straža pri Oplotnici (Strasche), 71
- Ugovec (Augenbachdorf), 151
- Zgornje Grušovje (Obergruschoje), 111
- Zlogona Gora (Slogonaberg), 87
- Zlogona vas (Slogonadorf), 47

## Nachbargemeinden
| Zreče | Slovenska Bistrica                          | Slovenska Bistrica |
| Zreče | Kompassrose, die auf Nachbargemeinden zeigt | Slovenska Bistrica |
| Zreče | Slovenske Konjice                           | Slovenske Konjice  |

## Geschichte
1182 wurde Oplotnica das erste Mal schriftlich erwähnt, als der steirischer Herzog Ottokar VI. (der Traungauer) das damalige Schloss Oplotnica dem Kartäuserkloster Seiz (Žiče) schenkte. Besiedelt war die Gegend aber schon viel früher, wie Ausgrabungen beweisen. Bis ins 3. Jahrtausend vor Christus reichen die Funde zurück.
Auf dem Gemeindegebiet wurde ein Massengrab aus der Zeit des Zweiten Weltkriegs gefunden.

## Persönlichkeiten
- Franček Brglez (1922–1997), jugoslawischer bzw. slowenischer Schachspieler
- Oswald Hafenrichter (1899–1973), österreichischer Filmeditor